# شکربوته شاه‌بلوطی
شکربوته شاه‌بلوطی (نام علمی: Protea glabra) نام یک گونه از سرده شکربوته‌ها است.